# Nola fuliginalis
Nola fuliginalis är en fjärilsart som beskrevs av Stephens 1834. Nola fuliginalis ingår i släktet Nola och familjen trågspinnare. Inga underarter finns listade i Catalogue of Life.